# Spurensuche (Holocaustgedenken)
Spurensuche, auch Back to the Roots genannt, war ein von der Republik Österreich von 1994 bis 2009 durchgeführtes Austauschprojekt von Schülern aus Österreich und Israel.

## Schüleraustausch
Ziel des Projekts war die Förderung des Austauschs und der Beziehungen zwischen österreichischen und israelischen Jugendlichen. Dabei wurden 15 junge Israelis, welche österreichische Familienwurzeln haben, für zehn Tage nach Österreich eingeladen. Zusammen mit 15 jungen Österreichern wurde versucht, bis jetzt unbekannte Informationen über die Vorfahren der israelischen Jugendlichen herauszufinden und deren Spuren zu verfolgen, indem sie an die Plätze fahren, an denen die Vorfahren gelebt haben.
Obwohl der Schwerpunkt dieses Projekts auf der Spurensuche, also der Informationssammlung der Familienwurzeln lag, wurde eben so viel Wert darauf gelegt, dass sich israelisch-österreichische Freundschaften entwickeln. Dazu gehörte das gemeinsame Besichtigen von Sehenswürdigkeiten, Gedenkstätten und österreichischen Städten. So wurden beispielsweise der Wiener Zentralfriedhof, das KZ Mauthausen und zu genealogischen Zwecken das Österreichische Staatsarchiv oder das Matrikelamt der Israelitischen Kultusgemeinde im Wiener Stadttempel besucht.
Ein weiterer Bestandteil des Projekts waren individuell und frei zu gestaltende Tage der jungen Israelis und Österreicher.
Dies diente den Israelis dazu, eine eigene Beziehung zum Österreich von heute aufzubauen. Darüber hinaus war es allen Beteiligten möglich, Österreich jeweils aus der Sicht "der anderen" kennenzulernen.
Die Spurensuche wurde vom Bundesministerium für Familien und Jugend organisiert und war ein Projekt im Bereich Jugendpolitik.